# Jackie Cain

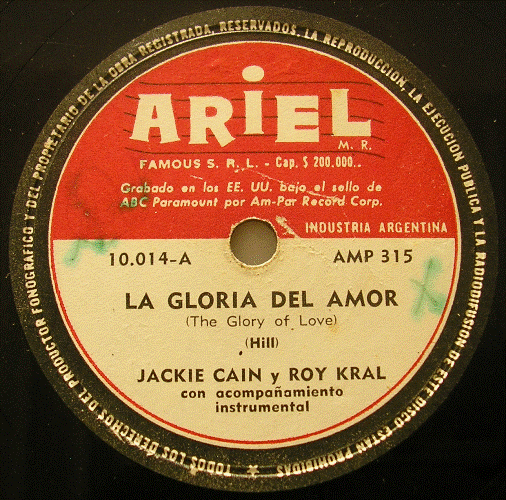
78er von Jackie Cain & Roy Kral: „The Glory of Love“

Jackie Cain (* 22. Mai 1928 in Milwaukee, Wisconsin als Jacqueline Ruth Cain; † 15. September 2014 in Montclair, New Jersey) war eine US-amerikanische Jazzsängerin.

## Leben und Wirken
Jackie Cain kam 1946 nach Chicago und traf dort den Pianisten Roy Kral, mit dem sie seitdem arbeitete und den sie 1949 heiratete. 1948/49 und erneut im Jahr 1953 spielten sie im Orchester von Charlie Ventura, mit dem sie für GNP aufnahmen. Dieser setzte bei seinem Versuch, den Bebop zu popularisieren („Bop for the people“), ihre und Roy Krals Stimme als Bop-Gesang (in Unisono-Form) in Verbindung mit den Instrumentalparts ein. Danach traten sie als „Jackie & Roy“ im Duo (sowie in erweiterter Besetzung als Quartett) auf. In den 1960er Jahren verarbeiteten sie Pop-Material von Paul Simon und Donovan. In den 1970er und 1980er Jahren entstanden eine Reihe von Alben auf dem Concord-Label. 2002 starb Roy Kral im Alter von 80 Jahren an einem Herzinfarkt. Im folgenden Jahr trat sie noch einmal zur Feier des 85. Geburtstags von Marian McPartland öffentlich auf. Cain starb am 15. September 2014 im Alter von 86 Jahren an den Folgen eines vier Jahre zuvor erlittenen Schlaganfalls.

## Auswahl-Diskographie
- Jackie and Ray (Black Lion, 1955) mit Barney Kessel, Red Mitchell, Shelly Manne
- Jackie Cain & Roy Kral Quintet: By Jupiter & Girl Crazy (Roulette, Fresh Sound, 1964)
- Star Sounds (Concord, 1979) mit Joe Beck
- East of Suez (Concord, 1980)
- High Standards (Concord, 1982)
- Jackie Cain & Roy Kral Quartet – Bogie (Fantasy, 1986)

## Lexikalischer Eintrag
- Richard Cook, Brian Morton: The Penguin Guide of Jazz on CD. 6. Auflage. Penguin, London 2002, ISBN 0-14-051521-6.